# دنيس لارسن
دنيس لارسن (بالدنماركية: Dennis Larsen)‏ هو موجه قوارب ‏ دنماركي، ولد في القرن العشرين.

## وصلات خارجية
- دنيس لارسن على موقع الاتحاد الدولي للتجديف (الإنجليزية)